# Robert Nobel
Robert Hjalmar Nobel (ur. 4 sierpnia 1829, zm. 7 sierpnia 1896) – był najstarszym synem Immanuela Nobla oraz jego żony Karoliny Andrietty Ahlsell, bratem Ludwiga i Alfreda.
Pracował dla swojego brata Ludwiga, kiedy ten kupił udziały w rafinerii naftowej w Baku, w Azerbejdżanie, w roku  1876. Razem z bratem utworzył Branobel, która była ważną firmą we wczesnym rozwoju przetwórstwa ropy naftowej w Imperium Rosyjskim, kontrolującą znaczną ilość rosyjskiego wydobycia.